# Stade Saint-Brieuc
Stade Saint-Brieuc, in Frankreich adjektivisch als Stade Briochin bezeichnet, ist ein französischer Fußballverein, der in der nordbretonischen Stadt Saint-Brieuc beheimatet ist. Besonders erfolgreich waren seine Frauenfußballerinnen.

## Vereinsgeschichte
Gegründet wurde der Verein 1902, fand aber erst 1904 offiziell Aufnahme in den Verband Union des sociétés françaises de sports athlétiques (USFSA); deshalb beging er sein 100-jähriges Jubiläum auch erst im Jahr 2004. Vor dem Zweiten Weltkrieg nannte er sich zeitweilig Stade Briochin Université Club.
Die Vereinsfarben sind Blau und Gelb; die Briochins tragen den Spitznamen les Griffons („die Greifvögel“) und führen ein entsprechendes Tier auch im Klubwappen. Die Ligamannschaften des Klubs tragen ihre Heimspiele im Stade Fred-Aubert aus, das 1990 im Parc Municipal errichtet wurde und über eine Kapazität von rund 13.500 Plätzen verfügt.

## Frauenabteilung
1973 entstand die teilautonome Frauenfußballabteilung des Klubs, als sich die zwei Jahre zuvor – bald nach der Legalisierung des Frauenfußballs durch den Landesverband FFF – gegründete Betriebssport-Frauschaft eines örtlichen Unternehmens Stade Briochin anschloss. Bis 1999 spielten ihre Teams unter dem Namen Saint-Brieuc Chaffoteaux Sports, bis 2003 als Saint-Brieuc Football Féminin und von 2003 bis 2011 als Stade Briochin. 1989 gewann Saint-Brieuc CS den französischen Meistertitel und wurde 1992 Vizemeister. Außerdem stehen insgesamt neun Trophäen für den Gewinn des bretonischen Frauenpokalwettbewerbs, der erstmals 1990 gelang, in der Klubgeschäftsstelle. Aus dieser Abteilung sind mehrere Nationalspielerinnen hervorgegangen, darunter Saint-Brieucs Rekord-Internationale Françoise Jézéquel (55 A-Länderspiele), Sylvie Josset, Isabelle Le Boulch, Ghislaine Baron, Aline Riera Ubiergo, Camille Abily, Sonia Haziraj, Eugénie Le Sommer, Clarisse Le Bihan und zuletzt Griedge Mbock Bathy.
Vor der Saison 2011/12 schloss sich diese Abteilung dem Verein En Avant aus dem 30 Kilometer entfernten Guingamp an, weil sie bei dem Profiklub auf eine bessere finanzielle Unterstützung rechnen kann. Ihre erste Elf spielte zunächst unter dem Namen En Avant de Guingamp/Ville de Saint-Brieuc in der höchsten französischen Liga; ihre Heimspiele trug sie bis 2018 auch weiterhin im Stade Fred-Aubert von Saint-Brieuc aus. Seither nutzt sie das neue Vereinstrainingszentrum in Pabu. Im Stade du Roudourou von Guingamp tragen die Frauen lediglich einzelne, besonders attraktive Begegnungen aus.
In der Saison 2020/21 verfügt Stade Saint-Brieuc auch wieder über eine eigene Frauenabteilung, die derzeit unterklassig antritt.

## Männerfußball
Ab 1908 gehörte Stade Saint-Brieuc der höchsten (Amateur-)Spielklasse in Westfrankreich an, ohne darin sonderlich zu reüssieren. Erst recht nach der Einführung des Berufsfußballs in Frankreich (1932) spielten die Briochins selbst regional gegenüber den Konkurrenten aus Rennes und Saint-Malo nur eine nachgeordnete Rolle. Stades Männer haben nur von 1993 bis 1997 Profistatus besessen, als sie der zweiten französischen Liga angehörten. Im Frühjahr 1997 wurde die erste Mannschaft wegen hoher Verschuldung aus der Division 2 ausgeschlossen und musste die folgende Spielzeit in der CFA2, der fünften Spielklasse, wieder aufnehmen. Dort traten Saint-Brieucs Männer auch in der Folgezeit lange an, nachdem sie zwischenzeitlich sogar nur in der Division d’Honneur vertreten waren. Zur Saison 2020/21 allerdings sind sie in die National 1 (dritte Liga) aufgestiegen.
Allerdings erreichten die Griffons im Landespokalwettbewerb in der Vergangenheit häufiger die Hauptrunde und gehörten insbesondere Anfang der 1920er, Ende der 1930er, zwischen 1956 und 1968, um 1980 herum und – bisher letztmals – 1995 zu den besten 32 Teams Frankreichs. Ihr größter Erfolg dabei war das Erreichen des Achtelfinals 1966, nachdem sie zuvor unter anderem Olympique Marseille ausgeschaltet hatten. 2017/18 erreichten sie nach langer Zeit wieder einmal die Pokalhauptrunde.
Zu den bekannteren Fußballern, die für Stade spielten oder als Trainer tätig waren, gehören Oscar Muller, Yannick Le Saux (Zweitliga-Torschützenkönig 1993/94), Jean-Pierre Brucato, Robert Malm, Julien Féret, Edvin Murati, Sébastien Maté und Patrice Carteron.